# Purnia (huyện)
Huyện Purnia là một huyện thuộc bang Bihar, Ấn Độ. Thủ phủ huyện Purnia đóng ở Purnia. Huyện Purnia có diện tích 3228 ki lô mét vuông. Đến thời điểm năm 2001, huyện Purnia có dân số 2540788 người.